# Tanjay
Tanjay es una ciudad filipina perteneciente a la provincia de Negros Oriental. Según el censo de 2000, posee una población de 70 169 habitantes y 14 156 viviendas. El área total de la ciudad abarca 478,3 kilómetros cuadrados.

## Barangayes
Tanjay está subdividida administrativamente en 24 barangayes.
| - Azagra - Bahi-an - Luca - Manipis - Novallas - Obogon - Pal-ew - Población I (Barangay 1) - Población II (Barangay 2) - Población III (Barangay 3) - Población IV (Barangay 4) - Población V (Barangay 5) | - Población VI (Barangay 6) - Población VII (Barangay 7) - Población VIII (Barangay 8) - Población IX (Barangay 9) - Polo - San Isidro - San José - San Miguel - Santa Cruz Nuevo - Santa Cruz Viejo - Santo Niño - Tugas |